# Industrieverband Klebstoffe
Der Industrieverband Klebstoffe e.V. (IVK) ist ein Wirtschaftsverband mit Sitz in Düsseldorf. Er gehört dem Verband der Chemischen Industrie (VCI) als korporatives Mitglied an und ist als Mitglied im europäischen Klebstoffverband FEICA (Féderation Européenne des Industries de Colles et Adhésifs, engl. Association of the European Adhesive & Sealant Industry) aktiv in die europäische Verbandsarbeit eingebunden. Darüber hinaus besteht eine enge Kooperation zwischen dem IVK und der deutschsprachigen Klebstoffindustrie in Österreich und der Schweiz.
2023 generierte die deutsche Klebstoffindustrie einen Branchengesamtumsatz von circa 4 Milliarden Euro. Insgesamt beschäftigt die Branche circa 17.000 Mitarbeiter.

## Verbandsgeschichte
Nach früheren Zusammenschlüssen, die bis 1894 dokumentiert sind, gründeten im Jahr 1946 zwölf Klebstoffhersteller einen gemeinsamen Verband in Düsseldorf, den heutigen Industrieverband Klebstoffe e. V. (damals Fachverband Leime und Klebstoffe). Der erste Vorsitzende und Geschäftsführer war Max Schumacher.
Dem IVK gehören annähernd 150 Klebstoff-, Klebeband- und Rohstoffhersteller sowie wissenschaftliche Institute und Systempartner an. Damit repräsentiert der IVK mehr als 90 % der deutschen Klebstoffindustrie.

## Aufgabe/Ziele
Der IVK vertritt die technischen und wirtschaftspolitischen Interessen seiner Mitglieder gegenüber der Öffentlichkeit, Behörden, Verbraucher und wissenschaftlichen Institutionen. Darüber hinaus widmet sich der Verband Fragestellungen und Problemlösungen rund um das Thema Klebstoffe seitens seiner Mitglieder und auch der Öffentlichkeit. Mit eigenen Tagungen unterstützt und fördert der IVK die Kommunikation seiner Mitglieder mit dem Handwerk.
Neben der Vertretung von Industrieinteressen engagiert sich der Verband ebenso für den Arbeits-, Umwelt- und Verbraucherschutz. Wichtige Meilensteine waren bzw. sind etwa die bereits 1946 eingeführten Warntexte für lösemittelhaltige Klebstoffe, Klebstoffempfehlungen für den Lebensmittelbereich in den frühen 1960er-Jahren oder aktuell bestehende Klassifizierungssystemen wie der Giscode oder Emicode.

## Ausbildung
Der Industrieverband Klebstoffe informiert über die Berufsbilder der deutschen Klebstoffindustrie, um Auszubildende, Absolventen und Studierende auf die Karrieremöglichkeiten in der Branche aufmerksam zu machen.
Darüber hinaus hat der IVK gemeinsam mit dem Fraunhofer-Institut für Fertigungstechnik und Angewandte Materialforschung ein klebtechnisches Personalqualifizierungsprogramm entwickelt. Über 15.500 Menschen haben sich in den vergangenen 24 Jahren zum Klebpraktiker, zur Klebfachkraft und zum Klebfachingenieur ausbilden lassen. Diese Qualifizierungen werden vom Weiterbildungszentrum Klebtechnik des Fraunhofer IFAM in Bremen, dem TC-Kleben in Übach-Palenberg und weiteren Organisationen im Ausland angeboten.
Vor dem Hintergrund der Digitalisierungsstrategie der deutschen Bundesregierung hat der IVK gemeinsam mit dem Fonds der Chemischen Industrie (VCI) sein Unterrichtsmaterial „Die Kunst des Klebens“ digitalisiert und um interaktive Übungen ergänzt.
Gemeinsam mit dem Institut für Film und Bild in Wissenschaft und Unterricht (FWU) hat der IVK unter dem Thema „Kleben und Klebtechnik“ didaktisch aufbereitetes Unterrichtsmaterial entwickelt, in dem die Abläufe für einen fachgerechten Klebeprozess beschrieben werden.

## Verbandsstruktur und Positionierung

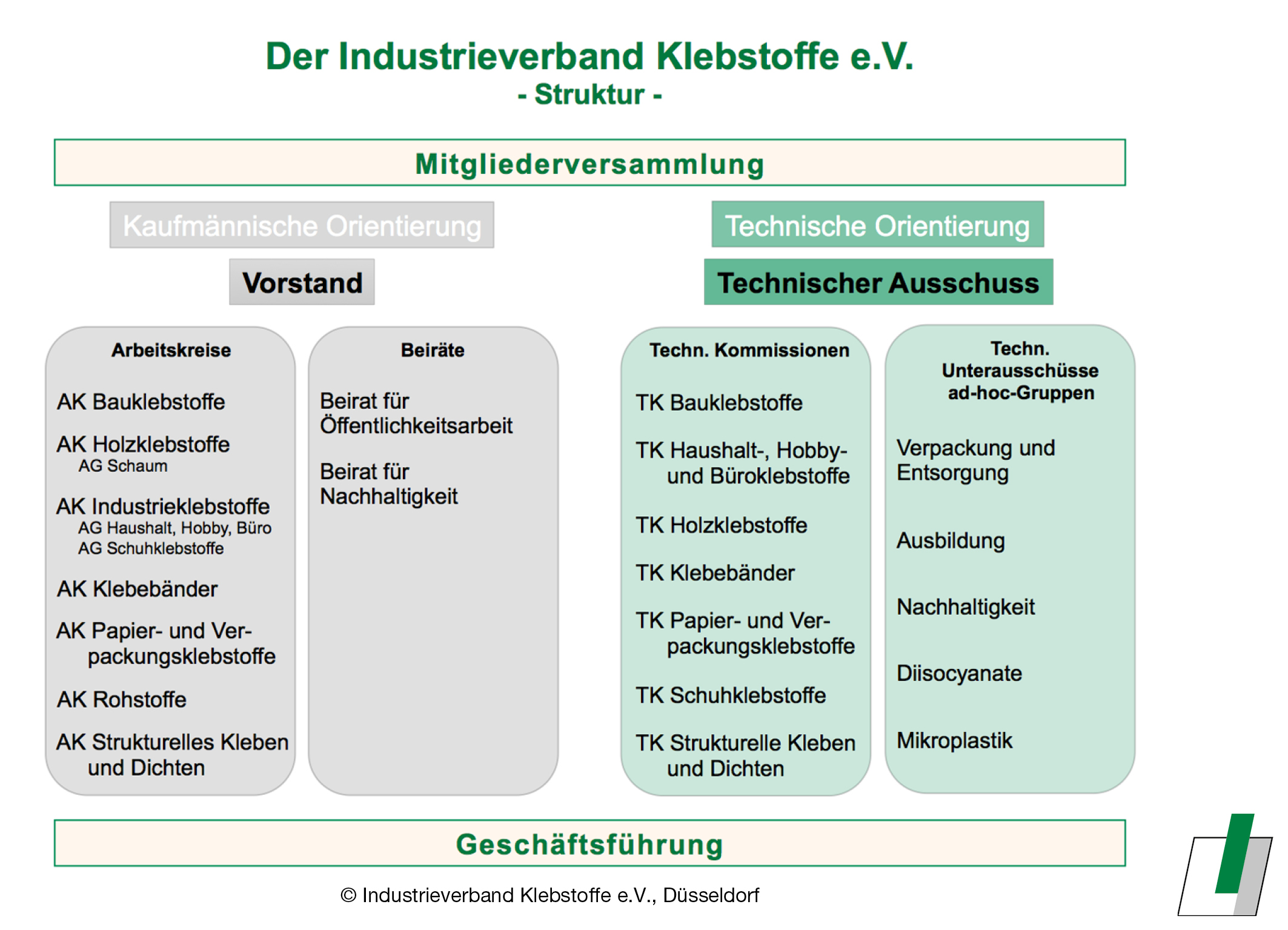
Verbandsstruktur

Der IVK ist korporatives Mitglied des Verbandes der Chemischen Industrie (VCI). Er gliedert sich sowohl fachinhaltlich als auch strukturell in einen kaufmännischen und einen technischen Bereich.

## Geschäftsführung
Vorstandsvorsitzende des Industrieverbands Klebstoffe e. V. ist seit 2024 Kathrin Hein. Vera Haye fungiert seit Januar 2021 als Hauptgeschäftsführerin des Verbands. Die Geschäftsführung des IVK vertritt die Interessen der Klebstoffindustrie in unterschiedlichen Gremien, beispielsweise als voll stimmberechtigtes Mitglied in Beiräten wichtiger Messen, in Fachgremien des VCI und des europäischen Chemieverbandes (CEFIC), in Lenkungsausschüssen verschiedener wissenschaftlicher Einrichtungen, in Normungsgremien oder in Arbeitsgremien diverser Bundesministerien. Als Mitglied im europäischen Klebstoffverband FEICA ist der IVK aktiv in die europäische Lobbyarbeit eingebunden.
Die Geschäftsführung ist ebenfalls in der Forschungslandschaft integriert, sie begleitet unter anderem die Koordinierung öffentlich geförderter Forschungsprojekte. Diese Aufgabe nimmt die Geschäftsführung als Mitglied des Vorstandes der Fachgruppe Klebtechnik und des Gemeinschaftsausschuss Klebtechnik (GAK) unter dem Dach der Gesellschaft für Chemische Technik und Biotechnologie (DECHEMA) e. V. wahr.

## IVK-Veröffentlichungen
Seit 2006 informiert der IVK mit dem Magazin „Kleben fürs Leben“ über die Bandbreite der Klebtechnik. Frei von jeglicher Produkt- und Unternehmenswerbung werden Innovationen aufgezeigt, die von der deutschen Klebstoffindustrie „erklebt“ wurden. Das Magazin erscheint einmal jährlich.
Mit dem Fraunhofer-IFAM hat der IVK den interaktiven Leitfaden „Kleben – aber richtig“ für Anwender der Klebtechnik aus Industrie und Handwerk entwickelt. Die Planung, Entwicklung und Fertigung eines fiktiven Produktes werden hier Schritt für Schritt erläutert und damit alle Stufen der Planungs- sowie Fertigungsphase systematisch berücksichtigt.